# Tomáš Hubočan
Tomáš Hubočan (* 17. září 1985, Žilina) je bývalý slovenský fotbalový obránce. Mimo Slovensko působil na klubové úrovni v Rusku, Francii, Turecku a na Kypru.

## Klubová kariéra
Hubočan začínal s fotbalem ve slovenském klubu MŠK Žilina, zde vyhrál dvakrát ligový titul v sezónách 2003/04 a 2006/07. V roce 2006 odešel na hostování do FC ViOn Zlaté Moravce, působil zde od ledna do června.

### Zenit Petrohrad
11. února 2008 podepsal smlouvu s ruským klubem Zenit Petrohrad, který za něj zaplatil cca 3,8 milionu eur. Zde měl zacelit mezeru po odchodu jiného slovenského obránce Martina Škrtela do anglického Liverpoolu.
Při svém debutu v Lize mistrů v září 2008 na domácí půdě proti Realu Madrid si dal již ve 4. minutě vlastní gól, Real zvítězil v Petrohradě 2:1. Trenéři Zenitu Dick Advocaat a po něm Anatolij Davydov Tomášovi nedávali příliš šancí v základní sestavě. Do té jej začal pravidelně nasazovat až italský trenér Luciano Spalletti. 30. září 2010 vstřelil Hubočan svůj první gól za Zenit v utkání Evropské ligy proti řeckému celku AEK Athény. 3. října 2012 si v sezóně 2012/13 Ligy mistrů vstřelil opět vlastní gól, který pomohl hostujícímu AC Milán k výhře 3:2.
V Evropské lize 2012/13 pomohl Zenitu k postupu do osmifinále, v němž ruský klub vypadl po výsledcích 0:2 venku a 1:0 doma se švýcarským mužstvem FC Basilej.

### FK Dynamo Moskva
Koncem srpna 2014 přestoupil za 4,5 milionu eur ze Zenitu do Dynama Moskva, kde podepsal tříletý kontrakt. V ročníku 2015/16 s klubem sestoupil z ruské Premier Ligy.

### Olympique Marseille
V červenci 2016 po evropském šampionátu ve Francii přestoupil z Dynama Moskva do francouzského klubu Olympique Marseille, přestupní částka se uváděla 1,2 milionu eur. Na jaře roku 2017 ztratil místo v sestavě Olympique.

### Trabzonspor (hostování)
Na začátku sezóny 2017/18 se o něj zajímal jiný francouzský klub Dijon FCO, hráč ale odešel na hostování do tureckého prvoligového celku Trabzonspor, kde se sešel s krajany Jánem Ďuricou, Matúšem Berem a Jurajem Kuckou.

## Reprezentační kariéra

### A-mužstvo
V A-mužstvu Slovenska debutoval 10. prosince 2006 v Abú Dhabí v přátelském utkání proti domácí reprezentaci Spojených arabských emirátů. Šel na hřiště v 83. minutě, zápas skončil vítězstvím Slovenska 2:1.
14. listopadu 2012 absolvoval přátelské utkání v Olomouci proti České republice. Slovenský národní tým prohrál 0:3. 6. února 2013 nastoupil v Bruggách proti domácí Belgii. Slovensko sahalo po remíze, ale nakonec utkání prohrálo 1:2 gólem z 90. minuty. V březnu 2013 rovněž figuroval v nominaci slovenského národního týmu pro kvalifikační zápas s Litvou (22. března) a přátelské utkání se Švédskem (26. března, oba zápasy měly dějiště v Žilině na stadiónu Pod Dubňom). Nastoupil v základní sestavě v zápase proti Litvě, který skončil remízou 1:1 i v utkání proti Švédsku (šel na hřiště v průběhu druhého poločasu), které skončilo bezbrankovou remízou. Nastoupil v odvetném kvalifikačním zápase s Bosnou a Hercegovinou 10. září 2013 v Žilině, Slovensko podlehlo svému balkánskému soupeři 1:2 a ztratilo naději alespoň na baráž o Mistrovství světa 2014 v Brazílii. 26. května 2014 jej trenér Ján Kozák nasadil proti Rusku na stadionu Zenitu v Petrohradu, tedy na hřišti, kde byl Hubočan na klubové úrovni doma. Slovensko podlehlo Rusku 0:1.
9. října 2014 byl u vítězství 2:1 v kvalifikačním zápase na EURO 2016 proti Španělsku. Slováci po úvodní výhře nad Ukrajinou vyhráli i nad úřadujícími mistry Evropy Španěly a potvrdili tak výborný vstup do kvalifikace. Se slovenskou reprezentací slavil 12. října 2015 postup na EURO 2016 ve Francii (historicky první pro Slovensko v éře samostatnosti).

### EURO 2016
Trenér Ján Kozák jej vzal na EURO 2016 ve Francii. V prvním utkání proti Walesu nehrál, Slovensko prohrálo 1:2. Ve druhém zápase proti Rusku již nastoupil a mohl slavit s týmem výhru 2:1. V posledním zápase základní skupiny proti Anglii rovněž nastoupil (remíza 0:0). Slovenští fotbalisté skončili se 4 body na třetím místě tabulky, v osmifinále se představili proti reprezentaci Německa (prohra 0:3, Hubočan nehrál), a s šampionátem se rozloučili.

### Reprezentační zápasy
Zápasy Tomáše Hubočana v A-týmu slovenské reprezentace
| 2006               | 1  | 0 |
| 2007               | 1  | 0 |
| 2008               | 3  | 0 |
| 2009               | 0  | 0 |
| 2010               | 4  | 0 |
| 2011               | 5  | 0 |
| 2012               | 6  | 0 |
| 2013               | 8  | 0 |
| 2014               | 7  | 0 |
| 2015               | 8  | 0 |
| 2016               | 7  | 0 |
| 2017               | 4  | 0 |
| Celkem             | 54 | 0 |
| Platí k 5. 9. 2017 |    |   |